# Más que un juego, más que la vida
El documental "Más que un juego, más que una vida" (en montenegrino, “Više od igre, više od života”) fue realizado por el conocido periodista deportivo montenegrino Milutin Grgur. La película se emitió en exclusiva en Sport Klub 1 el 10, 12 y 17 de enero de 2023.
Más que un juego, más que una vida se estrenó en Montenegro y luego se proyectó en Split, Belgrado y Sarajevo. La película llamó la atención por su conmovedora representación de la amistad en medio de las adversidades y su exploración del significado cultural del fútbol yugoslavo. 
El equipo que trabajó en la película incluye a la coautora Silvija Glavić Grgur, los camarógrafos Darko y Dejan Vlahović, y el editor y director Srđan Nikolić. El equipo de producción del Sport Club reaccionó con acierto y calidez ante la mención de la idea de la película, por lo que con ellos y el apoyo de numerosos amigos, así como el patrocinio de Meridianbet, se pudo iniciar la realización de la película. era posible. 

## Acción
El documental gira en torno a dos grandes del fútbol que mantuvieron su amistad durante las turbulencias de las guerras civiles yugoslavas en la década de 1990. El viaje de Robert Vukman y Ljubiša Mašković se centra en un libro único que fue salvado por su amistad y que logran devolver a sus dueños originales.
La película destaca no solo las historias personales de resistencia y camaradería, sino también el trasfondo del fútbol yugoslavo, en particular la rivalidad entre el Estrella Roja y el Hajduk. Renombrados periodistas deportivos como Zdravko Reić, Edo Peći y Milojko Pantić contribuyen con sus perspectivas a la narrativa.

## Premios
- 2023 . El documental "Más que un juego, más que una vida" fue declarado el mejor mediometraje en el primer festival internacional de cine deportivo BSAFF celebrado en Budva.

## Sobre el autor
Milutin Grgur es un conocido periodista deportivo montenegrino, comentarista de radio y televisión en programas de aspecto deportivo desde el fútbol nacional y la selección hasta la Copa del Mundo y Juegos Olímpicos. Comenzó su carrera periodística en la escuela secundaria cuando era presentador en Radio Juvenil (Omladinskom radiju). Es fundador del programa juvenil de Radio Nikšić. Desde 1994 es miembro del equipo de Televisión de Montenegro. 
Más que un juego, más que una vida es la cuarta película de Grgur, después de Padres e hijos - Participantes en los Juegos Olímpicos (“Roditelji i deca – učesnici Olimpijskih igara”) y Uno (“Jedan”), que fue filmada para el Comité Olímpico Internacional y Eurosport sobre los jugadores de balonmano montenegrinos, la famosa generación que ganó la medalla de plata en los Juegos Olímpicos de Londres. Grgur está especialmente orgulloso de la película "Velas a través de los siglos" (“Jedra kroz vijekove”), que fue galardonada con un premio especial del jurado en el Festival Internacional de Cine Turístico de Croacia, compitiendo entre 188 películas de 143 países. 